# Štravs
Štravs je priimek več znanih Slovencev:
- Eva Štravs Podlogar (*1962), ekonomistka, turistična strokovnjakinja
- Ivan Štravs (1875—?), politik, župan Idrije in prvi slovenski župan iz vrst socialnodemokratske stranke
- Ivan Štravs, jadralec, direktor Marine Izola
- Jane Štravs (*1965), fotograf
- Jožef Štravs (1843—1902), podobar
- Matej Štravs, redovnik kapucin, predstojnik samostana
- Rok Štravs, direktor BIA (ne zamešati z osebo Rok Štraus, nogometaš!)
- Rudi Štravs, pravnik, vrhovni sodnik